# Lake Shore Drive

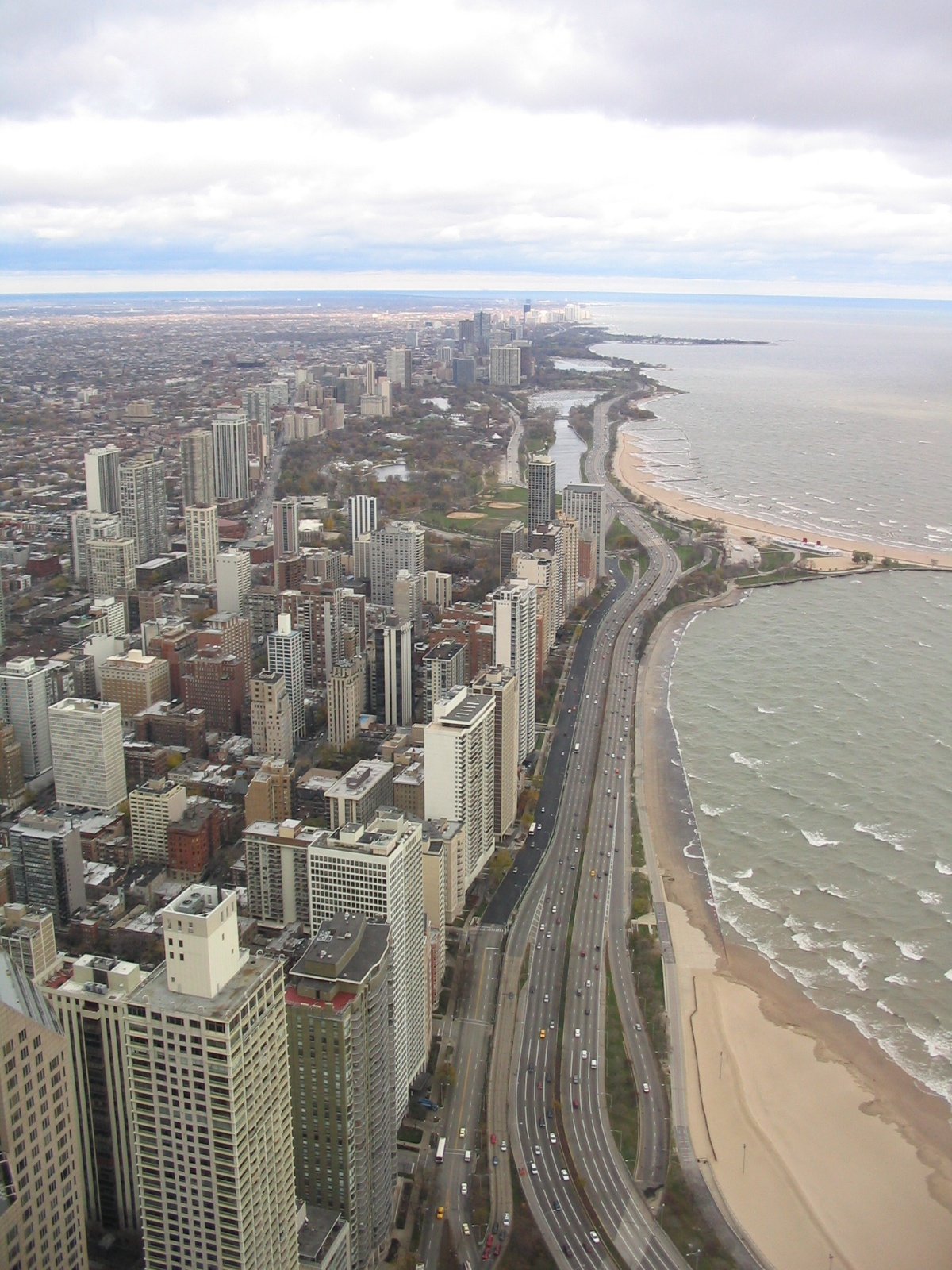
Visione dall'alto da Near North Side verso nord

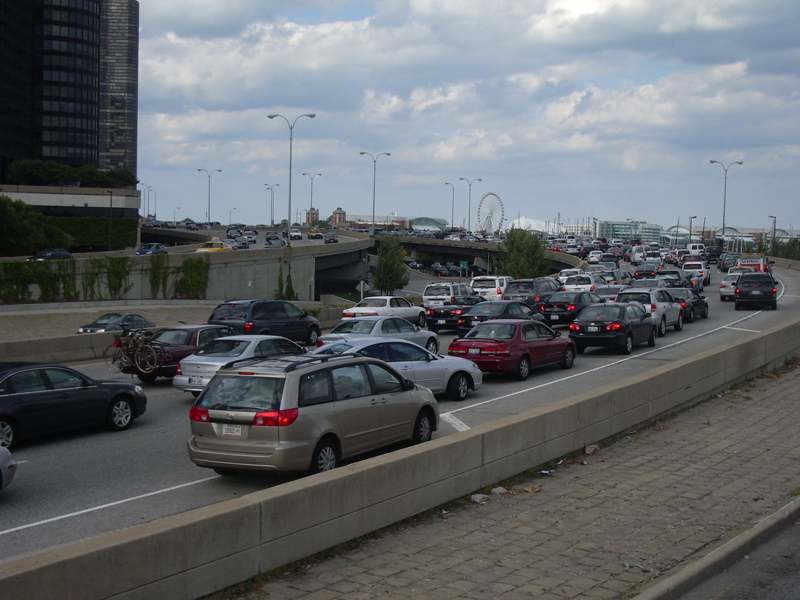
Traffico vicino al Harbor Point Tower

Lake Shore Drive (a cui i locali si riferiscono in modo informale come Outer Drive, o anche come The Drive o LSD, in italiano significa letteralmente: strada costiera lacustre) è una strada veloce che corre lungo la costa del Lago Michigan a Chicago, negli Stati Uniti, e ad eccezione della parte nord di Foster Avenue (5200 North) e designata come facente parte della strada U.S. Highway 41.
Dal fiume Chicago a sud alla 57ª strada a nord in passato dal 1927 fu chiamata Leif Ericson Drive, dedicata all'esploratore Leif Ericson.
Dal 1946 in poi è stata ribattezzata Lake Shore Drive.